# Remsen, Iowa
Remsen là một thành phố thuộc quận Plymouth, tiểu bang Iowa, Hoa Kỳ. Năm 2010, dân số của thành phố này là 1663 người.

## Dân số
Dân số qua các năm:
- Năm 2000: 1762 người.
- Năm 2010: 1663 người.